# 前田隆壱
前田 隆壱（まえだ りゅういち、1966年4月14日 - ）は、日本の小説家。兵庫県姫路市出身。本名・前田隆一。姫路市立飾磨高等学校卒業。現在、静岡県富士市在住。

## 人物・経歴
高校を卒業後、電気設備工事会社、IT関連会社などで働く。退職後の2002年より、1年を掛けてアフリカ大陸をオートバイで旅行。帰国後、職を転々とし、2013年、第117回文學界新人賞を受賞した。受賞の時点では無職であった。

## 作品リスト
雑誌掲載
- アフリカ鯰（『文學界』2013年12月号、文藝春秋）
- 朝霧のテラ（『文學界』2015年5月号、文藝春秋）